# Александру Пащенко
Александру Пащенко (рум. Alexandru Pașcenco, нар. 28 травня 1989, Тирасполь) — молдовський футболіст, півзахисник клубу «Динамо-Авто».
Виступав, зокрема, за клуби «Шериф» та «Дачія» (Кишинів), а також національну збірну Молдови.
Володар Суперкубка Молдови. 

## Клубна кар'єра
Народився 28 травня 1989 року в місті Тирасполь. Вихованець футбольної школи клубу «Шериф». Дорослу футбольну кар'єру розпочав 2005 року в основній команді того ж клубу, в якій провів один сезон, взявши участь у 4 матчах чемпіонату. 
Згодом з 2006 по 2010 рік грав у складі команд клубів «Тирасполь», «Тилігул-Тирас», «Тирасполь» та «Тигина».
Своєю грою за останню команду привернув увагу представників тренерського штабу клубу «Рапід» (Гідігіч), до складу якого приєднався 2010 року. Відіграв за цю команду наступні два сезони своєї ігрової кар'єри. Більшість часу, проведеного у складі Рапіду, був основним гравцем команди.
У 2012 році повернувся до клубу «Шериф». Цього разу провів у складі його команди один сезон. Граючи у складі тираспольського «Шерифа» також здебільшого виходив на поле в основному складі команди.
Протягом 2014 року захищав кольори клубів «Арарат» та «Зімбру».
З 2015 року жодного сезонів захищав кольори команди клубу «Нафт» (Месджеде-Солейман). 
З 2015 по 2016 рік продовжував кар'єру в клубах «Академія УТМ», «Динамо-Авто» та «Верея».
З 2017 року один сезон захищав кольори команди клубу «Дачія» (Кишинів). Тренерським штабом нового клубу також розглядався як гравець «основи».
До складу клубу «Динамо-Авто» приєднався 2018 року.

## Виступи за збірні
Взяв участь у 10 іграх у складі юнацької збірної Молдови, відзначившись 2 забитими голами.
Залучався до складу молодіжної збірної Молдови. На молодіжному рівні зіграв у 3 офіційних матчах.
У 2012 році дебютував в офіційних матчах у складі національної збірної Молдови.

## Титули і досягнення
- Володар Суперкубка Молдови (2):

«Шериф»: 2013
«Зімбру»: 2014